# 8421 Монтанарі
8421 Монтанарі (8421 Montanari) — астероїд головного поясу, відкритий 2 грудня 1996 року.
Тіссеранів параметр щодо Юпітера — 3,295.